# Hermano Nicéforo María
Nicéforo María (en français Nicéphore-Marie, né Henri Antoine Rouhaire) est un prêtre et un naturaliste d’origine française, né le 29 février 1888 à Blassac, au hameau du Pradal (Haute-Loire) et mort le 24 février 1980 à Fusagasugá, en Colombie.

## Biographie
Il fait des études de théologie au Luxembourg et en Belgique de 1905 à 1907 et entre dans la congrégation des Frères des écoles chrétiennes, congrégation chargée d’éduquer suivant les préceptes catholiques. Il adopte alors son nom de religion de Nicéforo María.
Il part pour la Colombie en 1908 et commence à enseigner à Medellín. Il commence alors à constituer un muséum d’histoire naturelle. Il est transféré, en 1922, à l’Institut de La Salle de Bogotá où il passe le reste de sa vie. Il prend en charge alors le muséum de l’institution et fait de nombreuses excursions pour enrichir ses collections, notamment de vertébrés, mais aussi de crustacés et d’arachnides. L’université catholique de La Salle lui décerne un titre de docteur honoris causa en 1961.

## Taxons nommés en son honneur
- Ameiva niceforoi Dunn, 1943
- Anolis mariarum Barbour, 1932
- Anolis nicefori Dunn, 1944
- Apostolepis niceforoi Amaral, 1935
- Atractus nicefori Amaral, 1930
- Pantodactylus nicefori Burt & Burt, 1931
- Ptychoglossus nicefori (Loveridge, 1929)
- Bolitoglossa nicefori (Brame & Wake, 1963)
- Trilepida nicefori (Dunn, 1946)
- Trinycteris nicefori (Sanborn, 1949)